# Kåre Walberg
Kåre Walberg (* 3. Juli 1912 in Hamar, Hedmark; † 29. Februar 1988 ebenda) war ein norwegischer Skispringer.

## Werdegang
Walberg gab sein internationales Debüt bei der Nordischen Skiweltmeisterschaft 1931 in Oberhof, wo er den 5. Platz erreichte. Er gewann 1932 das Springen am Holmenkollen in Oslo und 1933 bei den Norwegischen Meisterschaften die Bronzemedaille hinter Einstein Raabe und Reidar Andersen. Kurz darauf gewann er die Bronzemedaille im Spezialsprunglauf bei den Olympischen Winterspielen 1932 in Lake Placid, die gleichzeitig auch Weltmeisterschaften waren. Bei den Olympischen Winterspielen 1936 in Garmisch-Partenkirchen wurde er Vierter.